# Uerenbohl
Uerenbohl (toponimo tedesco) è una frazione del comune svizzero di Sulgen, nel Canton Turgovia (distretto di Weinfelden).

## Storia
Già comune autonomo (Ortsgemeinde), nel 1812 è stato aggregato al comune di Opfershofen; quando nel 1995 Opfershofen fu a sua volta aggregato al comune di Bürglen, Uerenbohl fu inglobato nel comune di Sulgen assieme all'altro comune soppresso di Donzhausen.

## Amministrazione
Ogni famiglia originaria del luogo fa parte del cosiddetto comune patriziale e ha la responsabilità della manutenzione di ogni bene ricadente all'interno dei confini della frazione.